# Bernkastel-Kues
Bernkastel-Kues este un oraș din landul Renania-Palatinat, Germania, situat pe cursul râului Mosela. Orașul este o destinație turistică.

## Personalități
- Nicolaus Cusanus (1401-1464), polihistor, cardinal